# Джон Шлезінгер
Джо́н Рі́чард Шле́зінгер (John Richard Schlesinger; 16 лютого 1926, Лондон — 25 липня 2003, Лос-Анджелес) — один з кінорежисерів, що визначив риси британського кіно післявоєнного періоду. З 1973 р. працював також у Королівському національному театрі (Лондон).

## Біографія
Джон Шлезінгер народився в Лондоні в сім'ї лікаря-єврея. У 1943 році був призваний до армії, де захопився експериментальним театром і розважав товаришів по службі показом фокусів. Після війни вивчав англійську літературу в Оксфорді. У кінці 1950-х рр. знімав документальні фільми для Бі-Бі-Сі. Його документальний фільм «Кінцева станція» (1961) про будні вокзалу Ватерлоо став подією на кінофестивалі у Венеції.

## Кар'єра
У 1963-64 рр. Шлезінгер зняв перші художні фільми — «Така ось любов» і «Біллі-брехун». У цих стрічках, зрежисованих у руслі напряму «розсерджених молодих людей», виразно виявилася одна з основних тем творчості режисера — самотність людини в сучасному місті. З цих картин розпочалася його багаторічна співпраця з акторами Аланом Бейтсом і Джулі Крісті. Зображення Шлезінгером буднів робочого класу на півночі Англії отримало палку оцінку Британської кіноакадемії. Тематично подібною до цих фільмів була і екранізація роману Томаса Гарді «Далеко від божевільного натовпу» (1967).
У фільмі 1971 року «Неділя, проклята неділя» тонко змалював апатію, що охопила англійське суспільство на початку 1970-х років після буму 1960-х, коли англійці раптом побачили, що живуть в занепалій країні. Фільм оповідає про переживання літнього лікаря-гомосексуала і інтелігентної молодої жінки, які, як з'ясовується, ділять одного коханця, що врешті-решт кидає обох і що від'їжджає до Америки.
У кінці 1960-х років Джон Шлезінгер опинився в Голлівуді, де поставив найвідоміший свій фільм — соціальну драму «Опівнічний ковбой» (1969), в якому головні ролі виконали Джон Войт і Дастін Гоффман. Стрічка отримала високу оцінку і глядачів, і критики — вона отримала премію «Оскар» — в номінаціях «найкращий фільм» і «найкраща режисура». Багато в чому завдяки Гоффману успіх супроводив політичний трилер «Марафонець» (Marathon Man, 1976), що поєднав у собі проблему нацистських злочинців, які переховуються в Латинській Америці, «полювання на відьом» в 1950-х роках і ролі в усьому цьому американських спецслужб.
У 1980-1990-і знімає кіно в найрізноманітніших жанрах: телевізійну драму для Бі-Бі-Сі «Англієць за кордоном» (Englishman abroad, 1984) про зустріч в Москві колишнього шпигуна Гая Берджеса з групи Кіма Філбі з Корел Браун, акторкою театру «Олд Вік», містичний трилер «Віруючі» (The Believers, 1987); мелодраму «Мадам Сузацька» (Madame Sousatzka, 1988) — історію навчання і виховання підлітка-індуса ексцентричною піаністкою (Ширлі Маклейн — Премія «Золотий глобус» за найкращу жіночу роль — драма, приз МКФ в Венеції за найкращу жіночу роль); трилери «Тихоокеанські висоти» (Pacific Heights, 1990), «Невинний» (Innocent, 1993); комедію «Найкращий друг» (The Next Best Thing, 2000) з Мадонною і Рупертом Евереттом в головних ролях.

## Особисте життя
Останні тридцять років життя Шлезінгер, що не приховував своїй гомосексуальної орієнтації, прожив в каліфорнійському містечку Палм-Спрінгз з фотографом Майклом Чайлдерсом.
У грудня 2000 року Джон Шлезінгер переніс інсульт. Помер у регіональному Медичному центрі у Палм-Спрінгз 24 липня 2003 на 77-му році життя.

## Фільмографія
Режисер
| Рік  | Українська назва            | Мовою оригіналу            | Країна / Опис               |
| ---- | --------------------------- | -------------------------- | --------------------------- |
| 1962 | Така ось любов              | A Kind of Loving           | Велика Британія             |
| 1963 | Біллі-брехун                | Billy Liar                 | Велика Британія             |
| 1965 | Дорога́                      | Darling                    | режисер та сценарист        |
| 1967 | Далеко від божевільної юрби | Far from the Madding Crowd | Велика Британія             |
| 1968 | Опівнічний ковбой           | Midnight Cowboy            | США                         |
| 1971 | Неділя, проклята неділя     | Sunday Bloody Sunday       | Велика Британія             |
| 1973 | Видіння вісьмох             | Visions of eight           | документальний              |
| 1975 | День сарани                 | The Day of the Locust      | США                         |
| 1976 | Марафонець                  | Marathon Man               | США                         |
| 1979 | Янкі                        | Yanks                      | США · ФРН · Велика Британія |
| 1981 | Шосе Хонкі-Тонк             | Honky Tonk Freeway         | Велика Британія · США       |
| 1983 | За окремими столиками       | Separate Tables            | США                         |
| 1984 | Англієць за кордоном        | An Englishman Abroad       | Велика Британія             |
| 1985 | Агенти Сокіл і Сніговик     | The Falcon and the Snowman | режисер та продюсер         |
| 1987 | Віруючі                     | The Believers              | режисер та продюсер         |
| 1988 | Мадам Сузацька              | Madame Sousatzka           | режисер та сценарист        |
| 1990 | Тихоокеанські висоти        | Pacific Heights            | США                         |
| 1992 | Питання точки зору          | A Question of Attribution  | Велика Британія             |
| 1993 | Невинний                    | The Innocent               | Німеччина · Велика Британія |
| 1995 | Холодна ферма               | Cold Comfort Farm          | Велика Британія             |
| 1996 | Око за око                  | Eye for an Eye             | США                         |
| 1998 | Історія Суїні Тодд          | The Tale of Sweeney Todd   | Ірландія · США              |
| 2000 | Найкращий друг              | The Next Best Thing        | США                         |

Актор
| Рік  | Українська назва       | Мовою оригіналу               | Країна / Опис          |
| ---- | ---------------------- | ----------------------------- | ---------------------- |
| 1953 | Наодинці               | Single-Handed                 | — епізод               |
| 1953 | Королівський моряк     | Single-Handed                 | Велика Британія        |
| 1954 | Розділене серце        | The Divided Heart             | Велика Британія        |
| 1956 | Битва за Рівер Плейт   | The Battle of the River Plate | Велика Британія        |
| 1957 | Свояки                 | Brothers in Law               | Велика Британія        |
| 1963 | Біллі-брехун           | Billy Liar                    | — епізод (не в титрах) |
| 1990 | Тихоокеанські висоти   | Pacific Heights               | — епізод (не в титрах) |
| 1997 | Сутінки сімейства Голд | Twilight of the Golds, The    | США                    |

## Нагороди і номінації
Переможець
- 1962 — Берлінський кінофестиваль: «Золотий ведмідь» («Така ось любов»)
  - Британська кіноакадемія: Найкращий короткометражний фільм («Кінцева станція»)
- 1969 — Берлінський кінофестиваль: Приз Міжнародної Католицької організації в області кіно (OCIC) («Опівнічний ковбой»)
  - Премія Оскар: Найкращий режисер («Опівнічний ковбой»)
- 1970 — Британська кіноакадемія: Найкращий режисер («Опівнічний ковбой»)
- 1972 — Британська кіноакадемія: Найкращий режисер («Неділя, проклята неділя»)
- 1996 — Британська кіноакадемія: Приз Британської Академії людині року

Номінації
- 1963 — Венеційський кінофестиваль: «Золотий лев» («Біллі-брехун»)
- 1966 — Британська кіноакадемія: Найкращий британський фільм («Люба»)
  - «Золотий глобус»: Найкращий режисер («Люба»)
  - Премія Оскар: Найкращий режисер («Люба»)
- 1969 — Берлінський кінофестиваль: «Золотий ведмідь»(«Опівнічний ковбой»)
  - Золотий глобус: Найкращий режисер («Опівнічний ковбой»)
- 1977 — Золотий глобус: Найкращий режисер («Марафонець»)
- 1980 — Британська кіноакадемія: Найкращий режисер («Янкі»)
- 2001 — Золота малина: Найгірший режисер («Найкращий друг»)